# Tribalus bomba
Tribalus bomba är en skalbaggsart som beskrevs av Sylvain Auguste de Marseul 1871. Tribalus bomba ingår i släktet Tribalus och familjen stumpbaggar. Inga underarter finns listade i Catalogue of Life.